# Margarita Darbinyan
Margarita Darbinyan (Մարգարիտա Դարբինյան; 18 de março de 1920 - 9 de março de 2021) foi uma historiadora e tradutora arménia. Ela recebeu a Ordem da Guerra Patriótica.  No seu 100º aniversário em março de 2020, ela foi parabenizada pessoalmente num telefonema do presidente arménio Armen Sargsyan.
Darbinyan morreu em Yerevan em 9 de março de 2021, aos 100 anos.